# Белайське Полиці
45°26′ пн. ш. 15°33′ сх. д. / 45.43° пн. ш. 15.55° сх. д.
Белайське Полиці (хорв. Belajske Poljice) — населений пункт у Хорватії, у Карловацькій жупанії у складі громади Барилович.

## Населення
Населення за даними перепису 2011 року становило 597 осіб.
Динаміка чисельності населення поселення: